# Copyzero

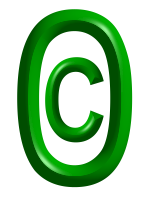
Символ copyzero

Copyzero  —  механизм защиты произведения с помощью  электронной цифровой подписи и отметкой времени. Механизм заключается в преобразовании работы в цифровой формат, добавления цифровой подписи (что характеризует автора работы) и времени (что указывает на наличие работ с учетом времени) .
В итальянской правовой системе цифровая подпись имеет такую же доказательную силу, как и сертификат из  SIAE (Società Italiana degli Autori ed Editori, Italian society of authors and publishers),  но стоит намного меньше (0,36 Евро, против 110 евро в SIAE).
Срок действия отметки — раз в 4 года: для продления срока действия достаточно добавить новую метку времени для отмеченного файла, прежде чем старый срок истечет.  Однако, истек срок действия знака может быть продлен в суде  до 10 лет.
Инструменты, используемые в Copyzero для цифровой подписи - смарт-карта (приобретается в органах сертификации)  и соответствующее устройство считывания (продается в компьютерных магазинах).
При использовании интернета знак получается следующим образом: произведение преобразуется в цифровой формат, сжимается в защищенный паролем архив и направляется непосредственно в сайт copyzero.org, вместе с заполненной формой и документом, удостоверяющим личность. После проверки и установки отметки автор может загрузить произведение из сети.

## Внешние ссылки
- COMPUTERLAW (итальянский)
- Punto Informatico Архивная копия от 12 октября 2007 на Wayback Machine (Итальянский)
- Zeus News Архивная копия от 8 февраля 2012 на Wayback Machine (Итал.)
- DIGIMAG (итальянский)
- COPYZERO Архивная копия от 4 декабря 2008 на Wayback Machine (итальянский)